# Hydrosmittia
Hydrosmittia is een muggengeslacht uit de familie van de Dansmuggen (Chironomidae).

## Soorten
- H. aagaardi Ferrington & Sæther, 2011
- H. brevicornis Strenzke, 1950
- H. montana Strenzke, 1950
- H. oxoniana (Edwards, 1922)
- H. ruttneri Strenzke & Thienemann, 1942
- H. virgo Strenzke, 1950